# Peter Fleming (Schriftsteller)
Peter Fleming (* 31. Mai 1907 in London; † 18. August 1971 in Argyll) war ein britischer Schriftsteller.
Der Sohn des britischen Unterhausabgeordneten Valentine Fleming wurde insbesondere durch seine Reiseliteratur bekannt, in der Südamerika und Asien den Schwerpunkt bildeten. Nach ihm ist der Peter Fleming Award benannt.
Sein Bruder, Ian Fleming, war der Autor der James-Bond-Romane.

## Veröffentlichungen (Auswahl)
- The Flying Visit. Jonathan Cape, London 1940.
- A Story to Tell: And Other Tales, (Kurzgeschichten). 1942.
- One’s Company: A Journey to China in 1933. Penguin Books 1956.
- Die Sechste Kolonne: Ein merkwürdige Geschichte aus unseren Tagen (The Sixth Column. A Singular Tale of Our Times, 1951).  Übersetzt von Arno Schmidt. Rowohlt (ro-ro-ro #80), Hamburg 1953, DNB 451296745.
- Brasilianisches Abenteuer (Brazilian Adventure, 1933). Aus dem Englischen von Hans Bütow. Rowohlt (ro-ro-ro #248), Hamburg 1958, DNB 451296729. Überarbeitete Neuausgabe: Malik, München 2011, ISBN 978-3-492-40417-4.
- Die Belagerung zu Peking: Zur Geschichte des Boxer-Aufstandes (The Siege of Peking, 1959). Übersetzt von Alfred Günther und Till Grupp. Koehler, Stuttgart 1961, DNB 451296753. Neuausgabe mit einem Nachwort von Petra Kolonko: Eichborn (Die Andere Bibliothek), Frankfurt am Main 1997, ISBN 978-3-8218-4155-7.
- Invasion 1940: An Account of the German Preparations and the British Counter-Measures. Rupert Hart-Davis 1957.
- Tataren-Nachrichten: Ein Spaziergang von Peking nach Kaschmir (News from Tartary: A Journey from Peking to Kashmir, 1936). Übersetzt von Reinhard Kaiser. Eichborn (Die Andere Bibliothek), Frankfurt am Main  1996, ISBN 978-3-8218-4134-2. Neuausgabe: Rowohlt (ro-ro-ro #22235), Reinbek bei Hamburg 1998, ISBN 978-3-499-22235-1.